# Alice Springs
Alice Springs este singurul oraș mai mare situat în centrul Australiei. Este un oraș industrial cu o populație de 27.481 de locuitori, situat la o distanță de circa 1.500 de km de cel mai apropiat oraș mai mare.

## Istoric
Alice Springs a fost întemeiat în anul 1872 când s-a lucrat la construirea liniei de telegraf transaustraliene care lega sudul cu nordul continentului și mai departe cu Indonezia. Conducerea proiectului de construcție a liniei de telegraf a fost încredințată lui Charles Todd. S-au ivit probleme tehnice datoriate distanțelor mari - prin rezistența la transmiterea impulsurilor de telegrafie.
Numele orașului a fost dat în onoarea soției lui Charles Todd, Alice, care a murit aici. Așezarea de odinioară se afla la 4 kilometri sud de stația de telegraf numită „orașul Stuart” - în cinstea descoperitorului John McDouall Stuart.
Localitatea se dezvoltă mai intens datorită turismului abia prin anii 1970. Azi pe locul vechii stații telegrafice se află un muzeu.

## Personalități
- La Alice Springs a decedat, la 18 iulie 1997, în urma unui accident rutier, astronomul american Eugene Shoemaker, planetolog și descoperitor de asteroizi și de comete.